# Gramedia Pustaka Utama
PT Gramedia Pustaka Utama – indonezyjskie wydawnictwo założone w 1974 roku. Stanowi część koncernu mediowego Kompas Gramedia.
Nakładem wydawnictwa wychodzą książki dla dzieci, beletrystyka dla dorosłych oraz beletrystyka dla młodych dorosłych. Przedsiębiorstwo wydaje również materiały na temat biznesu i gospodarki, publikacje z zakresu nauk społecznych, słowniki i dzieła encyklopedyczne, książki kulinarne, książki na temat urody i mody oraz treści służące rozwojowi osobistemu.